# Улица Ларионова (Владикавказ)
Улица Ларионова — улица во Владикавказе, Северная Осетия, Россия. Улица располагается в Затеречном муниципальном округе. Начинается от улицы Коцоева и заканчивается проспектом Коста.
Улицу Ларионова пересекают улицы Карла Маркса и Ватаева.
На нечётной стороне улицы Ларионова заканчивается улица Триандафиллова и на чётной начинается улица Тенгинская.

## История
Улица названа именем уроженца Владикавказа Героя Советского Союза Василия Петровича Ларионова.
Улица образовалась в середине XIX века и была отмечена на плане города Владикавказа «Карты Кавказского края» как 2-й Сапёрный переулок. В списке улиц Владикавказа от 1891 года 2-й Сапёрный переулок упоминается уже как Сапёрная улица. Упоминается под названием 2-й Сапёрный переулок в Перечне улиц, площадей и переулков от 1925 года.
15 апреля 1975 года Сапёрная улица была переименована в улицу Ларионова.